# Военная служба правопорядка
Военная служба правопорядка Вооружённых Сил Украины (укр. Військова служба правопорядку у Збройних Силах України, ВСП) — специальное правоохранительное формирование в составе вооружённых сил Украины.
Служба предназначена для защиты жизни, здоровья, прав и свобод военнослужащих, лиц гражданского персонала, обеспечения в Вооруженных силах законности, правопорядка, воинской дисциплины.

## Командование

### Начальники
- Генерал-майор Шаповал, Юрий Евгеньевич[укр.] (2002—2003)
- Генерал-майор Глебов, Сергей Фёдорович[укр.] (2003—2007)[2]
- Генерал-лейтенант Макавчук, Фёдор Фёдорович[укр.] (2007—2013)
- Генерал-майор Дублян, Александр Владимирович[укр.] (2013—2015)
- Генерал-лейтенант Криштун, Игорь Леонидович[укр.] (2015—2021)[3]
- Бригадный генерал Гуцол Владимир Владимирович (2022—2024)
- Полковник (с 18 апреля 2025 года - бригадный генерал) Левченко Виталий Владимирович (с июля 2024).

### Начальники штаба — первые заместители начальника
- Генерал-майор Максименко Василий Петрович (на 2019 год)[4]
- Бригадный генерал Галушкин Юрий Алимович (2022—2024)
- Полковник Бабич Юрий Владимирович (с 2024)

## Основные задачи
- Расследование и предотвращение преступлений, совершаемых военнослужащими или на военных объектах.
- Розыск дезертиров.
- Охрана военных объектов и имущества Вооружённых сил Украины.
- Обеспечение безопасности движение военных автотранспортных средств.
- Обеспечение содержания военнослужащих на гауптвахте и в дисциплинарном батальоне, а также военнопленных.
- Борьба с диверсионно-разведывательными группами.
- Поддержание дисциплины в воинских частях.

## Структура
- Главное управление службы правопорядка Вооруженных Сил Украины (в / ч А0880, г. Киев)

Центральное управление.
- Центральное управление (по г. Киеву и Киевской области) (в/ч А2100, г. Киев)
- Белоцерковский зональный отдел
- Житомирский зональный отдел
- Новоград-Волынское отделение
- Полтавский зональный отдел
- Сумский зональный отдел
- Черкасский зональный отдел
- Группа ВСП Черкасского ЗВ ВСП, г. Умань
- Черниговский зональный отдел
- отделение ВСП Черниговского ЗВ ВСП, пгт. Десна
- отделение ВСП Черниговского ЗВ ВСП, пос. Гончаровское

Западное территориальное управление.
- Западное территориальное управление (в / ч А0583, г. Львов)
- отделение военной службы правопорядка (г. Яворов)

- 3-й специальный отдел (в / ч А2736, г. Львов)

- Ровенский зональный отдел
- Луцкий зональный отдел
- Тернопольский зональный отдел
- отделение военной службы правопорядка (г. Ивано-Франковск)
- Ужгородский зональный отдел
- отделение военной службы правопорядка (г. Мукачево)
- Хмельницький зональный отдел
- Черновицкий зональный отдел
- 309-й дисциплинарный батальон

Южное территориальное управление.
- Южное территориальное управление (в / ч А1495, г. Одесса)
- 5-й специальный отдел (в/ч А7178) г. Винница
- Отделение ВСП г. Подольск
- Отделение ВСП г. Белгород-Днестровский.
- Отделение ВСП г. Измаил
- Винницкий зональный отдел
- Отделение ВСП г. Гайсин
- Николаевский зональный отдел
- отделение ВСП г. Очаков
- Херсонский зональный отдел
- Кропивницкий зональный отдел

Восточное территориальное управление.
- Восточное территориальное управление (в / ч А2256, г. Днепр)
- Отделение ВСП (г. Кривой Рог) Восточного ТУ ВСП
- Отделение ВСП (пгт Черкасское) Восточного ТУ ВСП
- Запорожский зональный отдел
- Павлоградский зональный отдел
- Харьковский зональный отдел
- Чугуевское отделение Харьковского ЗВ ВСП

Части непосредственного подчинения.
- 93-й отдельный батальон ВСП (в / ч А2424, г. Киев)
- УВБ ГУ ВСП (в / ч А0515 г. Киев)
- 138-й Центр специального назначения (противодействия диверсиям и террористическим актам) имени князя Владимира Святославича (в / ч А0952, г. Васильков Киевской области).
- Спецотдел ВСП («Сармат») (в / ч А2176, г. Запорожье)
- 307-й дисциплинарный батальон (в/ч А0488, г. Киев)
- 25-й учебный центр ВСП (в / ч А1666, г. Львов)
- 17-й Центр специального назначения (в/ч А5088 м. Львов)